# Megalastrum aequatoriense
Megalastrum aequatoriense är en träjonväxtart som beskrevs av A. Rojas. Megalastrum aequatoriense ingår i släktet Megalastrum och familjen Dryopteridaceae. Inga underarter finns listade.